# Beilschmiedia tawa
Beilschmiedia tawa — вид из рода Бейлшмидия (Beilschmiedia) семейства Лавровые (Lauraceae). Эндемик Новой Зеландии.

## Распространение
Широко распространён на территории всего новозеландского острова Северный, а также на прибрежных островах Хен, Мотумука (Хен-энд-Чикенс), Грейт-Барриер, Кювье, Мэр, Капити. Также встречается на острове Южный от мыса Фэруэлл до населённого пункта Каикоура, а также островах Четвуд, Д’Юрвиль. Произрастает в нижней части горных и плоскогорных лесов (остров Северный) и в прибрежных районах (остров Южный). Чаще всего растёт вместе с подокарпами (прежде всего, Dacrydium cupressinum).

## Биологическое описание

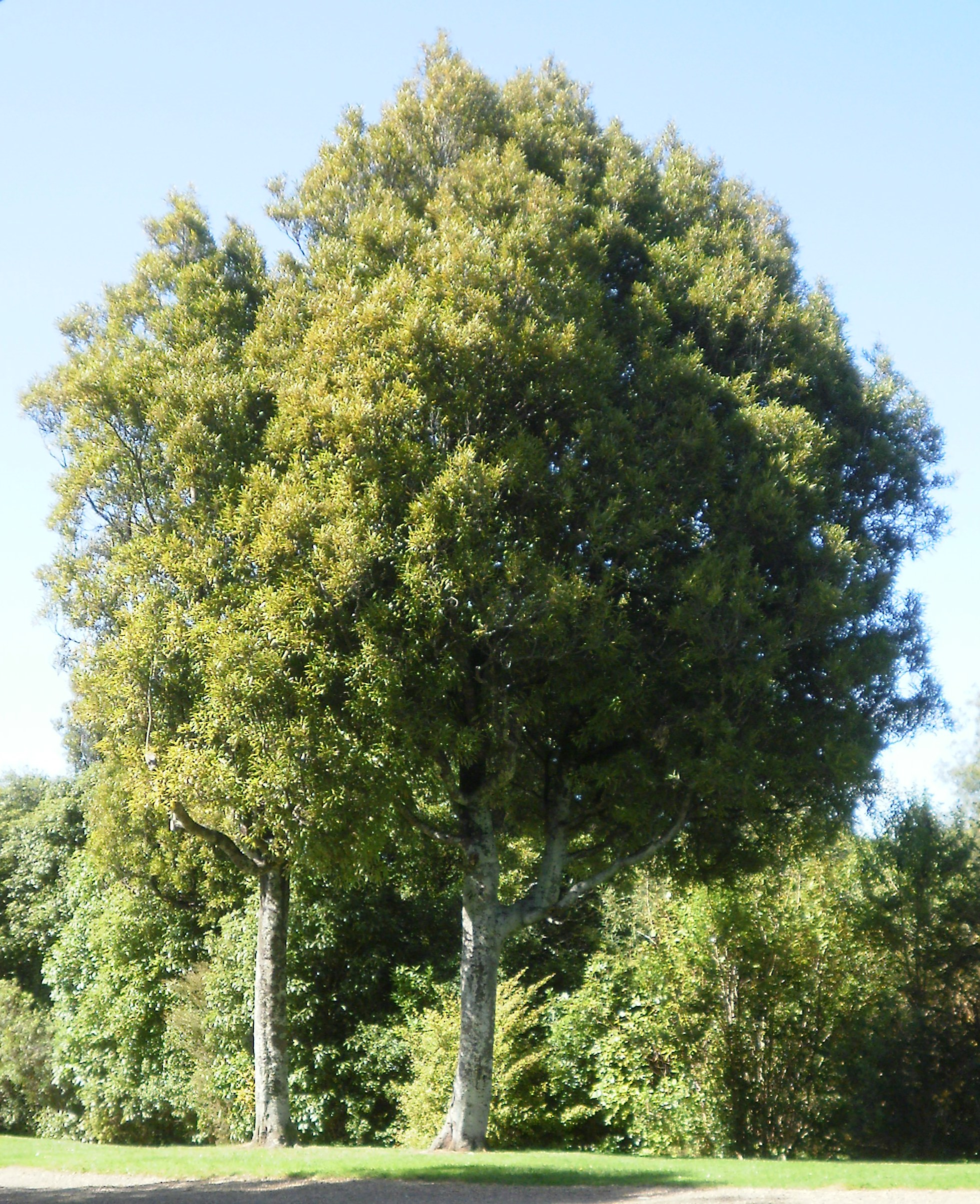
Дерево образует густую крону.

Beilschmiedia tawa — вечнозелёное дерево высотой до 35 м. Диаметр ствола — до 1,2-2 м. Кора тёмно-коричневая, гладкая. Древесина белая или сливочно-коричневая, прямоволокнистая.
Ветвление моноподиальное. Побеги, молодые листья и ветки с соцветиями сначала покрыты мягкими волосками, затем голые. Волоски бледно-золотистые. Листья простые, жёлто-зелёные или зелёные и гладкие (когда взрослые) сверху, серовато-зелёные с бледно-золотыми волосками снизу, кожистые, по форме узкоэллиптические (иногда ланцетные), длиной 31—86 мм, шириной 8—20 мм. Длина черешка листа варьирует от 6 до 10 мм.
Соцветие представляет собой вертикальную, поднятую метёлку длиной до 100 мм. Прицветник узколанцетный и рано опадающий. Бутоны развиваются круглый год, пиковый период — с октября по ноябрь. Полностью расцветают с октября по май (пик — январь) Цветки бледно-зелёные, диаметром 2—3 мм и длиной 3—5 мм. Цветки двуполые, совершенные, имеют три внешних и три внутренних чашелистика, а также два пучка тычинок (всего двенадцать тычинок), собранных вокруг небольшой завязи. В основании каждой тычинки находятся два нектарника.
Плоды — костянки, висячие, эллиптические или яйцевидные по форме, размером 28 на 12 мм. Содержат одно семя (косточку). Околоплодник мясистый, сначала красные, затем тёмно-фиолетовый или почти чёрный. Плоды созревают в декабре-марте (пик — январь).

## Использование
Плоды съедобны. Либо варятся в кипящей воде либо обжариваются на огне. Кроме того, маори высушивают плоды и используют их в качестве припаса. Варёные косточки плода напоминают по вкусу картофель. Из настоя коры делается напиток. Древесина прямоволокнистая, жёсткая, крепкая. Используется при производстве мебели, в качестве напольного покрытия.